# Ђука Беговић
Ђука Беговић је југословенски телевизијски филм из 1991. године. Режирао га је Бранко Шмит, а сценарио су, према прози Ивана Козарца, Јосипа Косора и Јосипа Козарца, писали Фабијан Шоваговић и Бранко Шмит.

## Улоге
| Глумац            | Улога                |
| ----------------- | -------------------- |
| Слободан Ћустић   | Ђука Беговић         |
| Стјепан Бахерт    | жупник               |
| Хелена Буљан      | Мара                 |
| Јосип Циглер      | Пинтер               |
| Ђука Цвитић       | Ивин син             |
| Нада Гачешић      | Циганка Јела         |
| Људевит Галић     | Лука                 |
| Душко Груборовић  | Туња                 |
| Уршка Хлебец      | Јагода               |
| Фрањо Јелинек     | Ива                  |
| Милан Јовановић   |                      |
| Славица Јукић     | Пинтерова            |
| Горан Кнежевић    |                      |
| Звонимир Ловретић | дечак Ила            |
| Перица Мартиновић | Ружа                 |
| Заим Музаферија   | Иларија Беговић      |
| Мустафа Надаревић | Мата                 |
| Драгутин Нусол    | српски официр        |
| Милан Огњеновић   |                      |
| Предраг Петровић  | Ротов помоћник       |
| Зоран Покупец     | Рот                  |
| Данило Попржен    |                      |
| Асја Поточњак     | Љубица               |
| Наташа Ралијан    | Смиља                |
| Анита Шмит        |                      |
| Крунослав Сенчић  | Ђука као дечак       |
| Жељко Шестић      | Јосо                 |
| Фабијан Шоваговић | Сима                 |
| Филип Шоваговић   | Иља                  |
| Иван Томљеновић   | Мартин               |
| Звонимир Торјанац |                      |
| Ђуро Утјешановић  |                      |
| Николина Вицан    | Јагода као девојчица |
| Жељко Вукмирица   | Андра                |
| Миа Оремовић      | Жена из бордела      |